# Gülschan Qaraghussowa
Gülschan Schanpejisqysy Qaraghussowa (kasachisch Гүлжан Жанпейісқызы Қарағұсова, russisch Гульжана Джанпеисовна Карагусова Gulschana Dschanpeissowna Karagussowa; * 9. September 1950 in Alma-Ata, Kasachische SSR) ist eine kasachische Politikerin (Amanat) und ehemalige Ministerin für Arbeit und Sozialschutz. Seit 2007 ist sie Abgeordnete in der Mäschilis, dem kasachischen Parlament.

## Leben
Gülschan Qaraghussowa wurde 1950 in Alma-Ata geboren. 1972 schloss sie ein Studium an der Kasachischen Staatlichen Kirow-Universität ab.
Nach ihrem Hochschulabschluss begann sie ihre berufliche Laufbahn als Dozentin an der Kasachischen Staatlichen Kirow-Universität. Seit 1991 arbeitete sie als Professorin für Grundlagen der Wirtschaftstheorie an dieser Universität. Von Juni bis September 1994 war sie Assistentin des kasachischen Präsidenten Nursultan Nasarbajew. Von September 1994 bis November 1995 war sie Leiterin des Rates der Wirtschaftsberater des Präsidenten und zugleich weiterhin dessen Beraterin. Im November 1995 wurde Qaraghussowa zur Vorsitzenden der Nationalen Wertpapierkommission Kasachstans ernannt. Am 22. November 2001 wurde sie in der kasachischen Regierung zur Ministerin für Arbeit und Sozialschutz ernannt. Nach rund sieben Jahren als Ministerin wurde sie im August 2007 durch Berdibek Saparbajew in diesem Amt ersetzt. Stattdessen zog sie wenig später für die Präsidentenpartei Nur Otan als Abgeordnete in der Mäschilis, dem Unterhaus des kasachischen Parlaments, ein. Hier war sie Vorsitzende des Finanz- und Haushaltsausschusses. Auch bei den Parlamentswahlen 2012 und 2016 wurde sie auf der Parteiliste von Nur Otan ins Parlament gewählt und blieb Vorsitzende des Finanz- und Haushaltsausschusses.